# Liste des US Routes au Kentucky
Les US Routes au Kentucky font partie du réseau des US Routes. Celles-ci sont entretenues par le Kentucky Transportation Cabinet (KYTC) pour un total de vingt-cinq routes.

## Liste
| Numéro | Longueur (mi) | Longueur (km) | Terminus sud / ouest | Terminus nord / est | Créée | Notes |
| ------ | ------------- | ------------- | --- | --- | ----- | ----- |
| US 23  | 157,76        | 253,89        | US 23 à la frontière de la Virginie à Jenkins | US 23 à la frontière de l'Ohio à Portsmouth, OH | 1926  |       |
| US 25  | 177,30        | 285,30        | US 25W / US 25E à North Corbin | US 42 / US 127 à Covington | 1926  |       |
| US 25W | 28,00         | 45,00         | US 25W à la frontière du Tennessee à Jellico, TN | US 25 / US 25E à North Corbin | 1926  |       |
| US 25E | 65,90         | 106,10        | US 25E à la frontière du Tennessee à Middlesboro | I-75 à North Corbin | 1926  |       |
| US 27  | 190,78        | 307,03        | US 27 à la frontière du Tennessee près de Pine Knot | US 27 à la frontière de l'Ohio à Newport | 1926  |       |
| US 31  | 0,46          | 0,74          | US 31W / US 31E / US 60 à Louisville | US 31 à la frontière de l'Indiana à Louisville | 1926  |       |
| US 31W | 143,12        | 230,33        | US 31W à la frontière du Tennessee près de Franklin | US 31 / US 31E / US 60 à Louisville | 1926  |       |
| US 31E | 140,52        | 226,15        | US 31E / US 231 à la frontière du Tennessee près de Scottsville | US 31 / US 31W / US 60 à Louisville | 1926  |       |
| US 41  | 148,00        | 238,00        | US 41 à la frontière du Tennessee à Guthrie | US 41 à la frontière de l'Indiana à Henderson | 1926  |       |
| US 42  | 105,29        | 169,44        | US 31E / US 60 à Louisville | US 42 / US 127 à la frontière de l'Ohio à Covington | 1926  |       |
| US 45  | 51,88         | 83,49         | US 45 à la frontière du Tennessee à Fulton | US 45 à la frontière de l'Illinois à Paducah | 1926  |       |
| US 51  | 42,16         | 67,84         | I-69 / US 51 à la frontière du Tennessee à Fulton | US 51 / US 60 / US 62 à la frontière de l'Illinois près de Wickliffe | 1926  |       |
| US 52  | 2,00          | 3,20          | US 52 / US 119 à la frontière de la Virginie-Occidentale près de Williamson, WV US 52 / US 119 à la frontière de la Virginie-Occidentale près de Williamson, WV                    | US 52 / US 119 à la frontière de la Virginie-Occidentale près de Williamson, WV US 52 / US 119 à la frontière de la Virginie-Occidentale près de Williamson, WV                                                                         | 1996  |       |
| US 60  | 494,87        | 796,42        | US 51 / US 60 / US 62 à la frontière de l'Illinois près de Wickliffe | US 60 à la frontière de la Virginie-Occidentale à Catlettsburg | 1926  |       |
| US 62  | 393,00        | 632,00        | US 51 / US 60 / US 62 à la frontière de l'Illinois près de Wickliffe | US 62 à la frontière de l'Ohio à Maysville | 1930  |       |
| US 68  | 361,96        | 582,52        | US 62 à Reidland | US 68 à la frontière de l'Ohio près de Maysville | 1926  |       |
| US 79  | 26,80         | 43,13         | US 79 à la frontière du Tennessee à Guthrie | US 68 à Russellville | 1935  |       |
| US 119 | 161,00        | 259,05        | US 25E à Pineville US 52 / US 119 à la frontière de la Virginie-Occidentale près de Williamson, WV US 52 / US 119 à la frontière de la Virginie-Occidentale près de Williamson, WV | US 119 à la frontière de la Virginie-Occidentale près de Williamson, WV US 52 / US 119 à la frontière de la Virginie-Occidentale près de Williamson, WV US 52 / US 119 à la frontière de la Virginie-Occidentale près de Williamson, WV | 1926  |       |
| US 127 | 207,68        | 334,23        | US 127 à la frontière du Tennessee près d'Albany | US 42 / US 127 à la frontière de l'Ohio à Covington | 1926  |       |
| US 150 | 121,00        | 195,00        | I-64 / US 150 à la frontière de l'Indiana à Louisville | US 25 à Mount Vernon | 1926  |       |
| US 231 | 114,71        | 184,61        | US 31E / US 231 à la frontière du Tennessee près de Scottsville | US 231 à la frontière de l'Indiana près d'Owensboro | 1926  |       |
| US 421 | 272,40        | 438,39        | US 421 à la frontière de la Virginie près de Cawood | US 421 à la frontière de l'Indiana à Milton | 1930  |       |
| US 431 | 86,93         | 139,90        | US 431 à la frontière du Tennessee à Adairville | US 60 à Owensboro | 1954  |       |
| US 460 | 210,00        | 337,89        | US 60 / US 421 à Frankfort | US 460 à la frontière de la Virginie près de Cawood | 1933  |       |
| US 641 | 69,57         | 111,96        | US 641 à la frontière du Tennessee à Hazel | US 60 à Marion | 1955  |       |
|        |               |               | | |       |       |